# Jack Burmaster
John Hagelou Burmaster, detto Jack (Elgin, 23 dicembre 1926 – Glenview, 27 settembre 2005), è stato un cestista, allenatore di pallacanestro e dirigente sportivo statunitense, professionista nella NBL, nella NBA e nella NPBL.

## Carriera
Venne selezionato dai St. Louis Bombers nel Draft BAA 1948.

## Palmarès

### Giocatore
- Campione NPBL (1951)
- All-NPBL Second Team (1951)